# Breguet Br.1050 Alizé
El Breguet Br.1050 Alizé (en francés: "Alisio") era un avión de guerra antisubmarina basado en portaaviones. Fue desarrollado en la década de 1950, a partir del segundo prototipo del Breguet Br.960 Vultur convirtiéndolo en el Breguet Br.965 Épaulard, nombre inicial dado al Alizé.

## Diseño
El diseño mantiene gran parte de la célula original del Br.960 - Br.965. Corresponde a un monoplano de ala baja, en el cual se eliminó el motor turborreactor Rolls-Royce Nene, como motor final se seleccionó el turbohélice Rolls-Royce Dart. El espacio en la cola se modifica para alojar un sistema de radar CSF con una cúpula de antena retráctil en su vientre. El tren de aterrizaje es de configuración de triciclo en el que el tren principal es de ruedas dobles para distribuir el peso, ocupa la mitad trasera de las góndolas de las alas retrayéndose hacia adelante, para permitir alojar en la mitad delantera las sonoboyas. El gancho de detención es de tipo yugo.

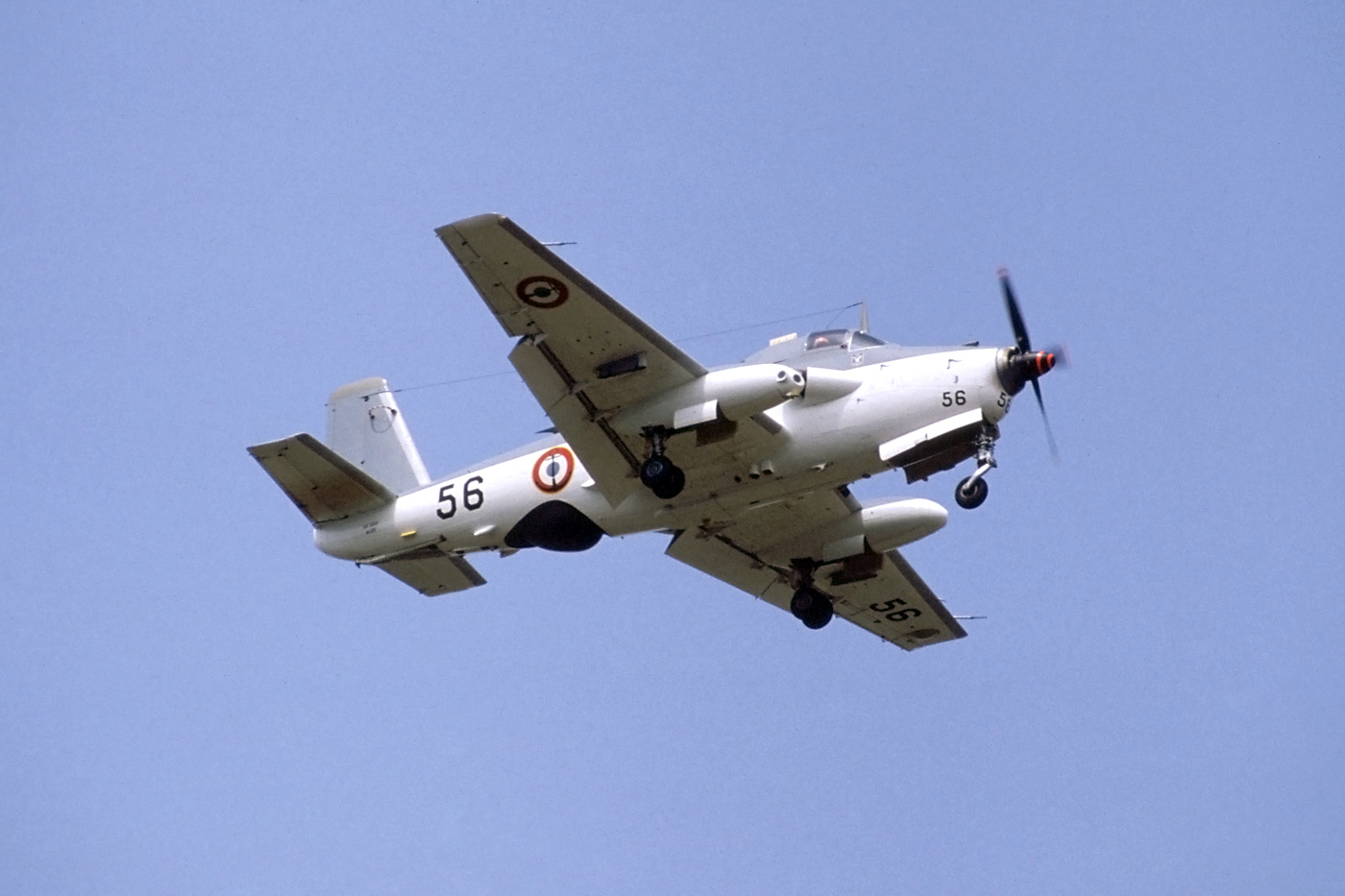
Alizé en configuración de aterrizaje, se puede apreciar puntos de alas y radar CSF

La cabina se modifica de un biplaza tandem a una triplaza. El piloto esta sentado en el frente a la izquierda, el navegante a la derecha y el operador de radar y contramedidas se sienta de lado detrás de ellos.
La bahía de armas interna puede acomodar un torpedo o una carga de profundidad, y los puntos externos de las alas podían llevar bombas, cargas de profundidad, cohetes o misiles. Los soportes alares incluyen vainas de cohetes de 68 mm (2.68 pulg.) o misiles antibuque AS.12.

## Historia operacional
El prototipo Alizé voló por primera vez el 6 de octubre de 1956. Se exhibió en el Salón Aeronáutico de París en el aeropuerto de París Le Bourget en mayo de 1957.
Un total de 89 ejemplares de Alizé fueron construidos entre 1957 y 1962, incluyendo dos prototipos de preproducción. El Aéronavale adquirió 75 aviones de producción, con la entrega inicial del servicio en marzo de 1959. El Alizé entró en operación en los portaaviones Arromanches, Clémenceau y Foch, y también se usó en entrenamiento en tierra. 12 fueron adquiridos por la armada india. Algunas fuentes dicen que hubo seis prototipos de preproducción, lo que puede significar que algunos de los prototipos se llevaron a la norma de producción y se pasaron a Aéronavale; y que India adquirió 17 ejemplos, lo que sugiere que compraron cinco aviones usados de Aéronavale.

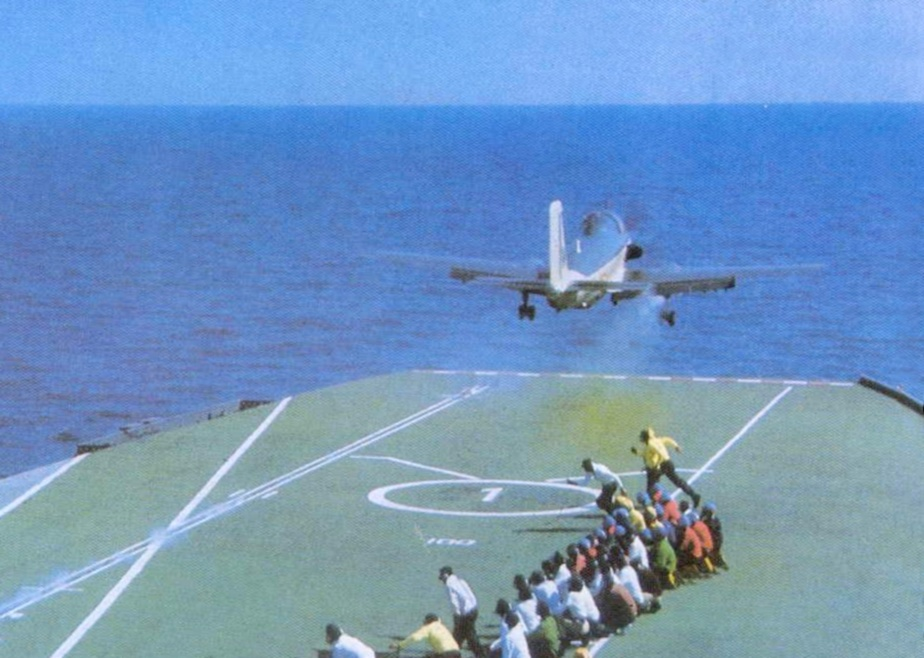
Un Alizé es lanzado desde el portaaviones indio INS Vikrant (R11) durante la guerra indo-paquistaní de 1971

La Armada india operaba el Alizé desde las bases de la costa y desde el portaaviones ligero INS Vikrant. El Alizé se usó para el reconocimiento y la patrulla durante la liberación de la India en 1961 del Goa controlado por los portugueses, y también se usó para la patrulla ASW durante la Guerra Indo-paquistaní de 1971, durante la cual un Alizé fue derribado por un F-104 Starfighter de la Fuerza Aérea de Pakistán. También fue fundamental para sacar muchos cañoneros sin oposición durante la guerra. Alizé disminuyó en número en la Armada de la India durante la década de 1980, fue relegado a patrullas en tierra en 1987. Sin embargo, ese año fueron empleados en apoyo de la Operación Pawan de la Fuerza de Mantenimiento de la Paz de la India en Sri Lanka, lanzando misiones contra el LTTE y paralizando El mercante de la luz del progreso. El tipo fue finalmente eliminado en 1991, reemplazado en sus funciones por helicópteros ASW.
El Aéronavale proporcionó a Alizé una serie de mejoras. Un programa de modernización realizado a principios de la década de 1980 reajustó 28 de la aeronave a la norma Br.1050M, con el mejorado radar Thomson-CSF Iguane que se usó en la aeronave de patrulla oceánica Atlantique NG, el nuevo equipo de radionavegación OMEGA y el nuevo radar ARAR 12. y sistema de localización de radio ("medidas de soporte electrónico/ESM").
Otro programa de actualización a principios de la década de 1990 equipó a 24 de estos aviones con un nuevo sistema de señuelo; un sistema de procesamiento de datos basado en microordenador; un sistema de enlace de datos; Y otras nuevas aviónicas. Más adelante en la década, también fueron equipados con el sensor de imágenes de infrarrojos de vanguardia (FLIR) Thomson-CSF TTD Optronique Chlio. A pesar de las mejoras, a estas alturas, el Alizé claramente no era capaz de cazar submarinos nucleares modernos, por lo que fue relegado a la patrulla de la superficie del océano.
En 1997, el Aéronavale todavía operaba 24 ejemplos para patrullas de superficie. El Alizé se usó operativamente durante la campaña aérea de la OTAN contra Yugoslavia en Kosovo a principios de 1999, con el avión que volaba desde el portaaviones Foch. El último Alizé fue retirado del servicio en 2000 con el retiro del Foch, aunque no fueron adquiridos por la Armada de Brasil, debido a su antigüedad y la incorporación de un nuevo reemplazo.

## Variantes
- Alizé preserie

Las versiones de preserie llevaron motores Rolls-Royce Dart RDa7 Mk.20 y radares American APS-33
- Alizé (original)

La primera versión del Alizé reemplaza el radar APS por un Thompson CSF.
- Alizé ALM (Alizé Modernizado)

La versión ALM, es generada en noviembre de 1974, tras acordarse continuar con el Alizé hasta 1990.
- Alizé ALH (Alizé Actualizado)

La última actualización del Alizé se realiza entre 1996 y 1997.

## Operadores
- Francia
  - Marina nacional de Francia
    - Aviation navale (aviación naval)
- India
  - Armada India

## Especificaciones (Br.1050 ALM)

### Características generales
- Tripulación: 3 (piloto, operador de radar, navegante).
- Capacidad: opcionalmente podía acomodar un cuarto tripulante junto al navegante.
- Longitud: 13,9 m (45,5 ft)
- Envergadura: 15,6 m (51,2 ft)
- Altura: 5 m (16,4 ft)
- Superficie alar: 36 m² (387,5 ft²)
- Peso vacío: 5700 kg (12 562,8 lb)
- Peso máximo al despegue: 8200 kg (18 072,8 lb)
- Planta motriz: 1× turboprop Rolls-Royce Dart RDa.21.
  - Potencia: 
1950 kW con inyección agua metanol y 230 kgp empuje residual.

### Rendimiento
- Velocidad nunca excedida (Vne): 459 km/h (285 MPH; 248 kt)
- Velocidad crucero (Vc): 370 km/h (230 MPH; 200 kt)
- Alcance: 2500 km (1350 nmi; 1553 mi)
- Radio de acción: 1850 m (6070 ft)
- Techo de vuelo: 6248 m (20 499 ft)
- Régimen de ascenso: 7 m/s (1378 ft/min)
- Carga alar: 229 kg/m² (46,9 lb/ft²)
- Potencia/peso: 0,2 kW/kg

### Armamento
- Puntos de anclaje: 2 puntos externos en alas y una bahía interna en fuselaje. para cargar una combinación de:  
  - Bombas: En bahía interna
    - Torpedos Mk.43
    - Torpedos Mk.44
    - Cargas de profundidad

  - Cohetes: Cohete 68mm en pod
  - Misiles: Antibuque AS.12

### Aviónica
Radar Thomson-CSF DRAA-10A Iguane

Detector de radar ARAR-12A

Receptor de sonoboyas AN/ARR-52

Sistema de navegación OMEGA Equinoxe

### Aviones similares
- Douglas A2D Skyshark
- Fairey Gannet
- Short Seamew
- Tupolev Tu-91